# Liste in Estland vorhandener Dampflokomotiven
Dies ist eine Liste erhaltener Dampflokomotiven auf dem Gebiet von Estland.

## Lokomotiven russischer Breitspur 1524 mm
Die Spurweite 1524 mm ist in Estland Standard.
| Foto | Nummer oder Name | Bauart / Achsfolge | Hersteller    | Fabrik-nr. | Baujahr | Historie       | Eigentümer / Betreiber / Strecke | Standort                    | Bemerkungen                                       |
| ---- | ---------------- | ------------------ | ------------- | ---------- | ------- | -------------- | -------------------------------- | --------------------------- | ------------------------------------------------- |
|      | Su252-95         | 1’C1’ h2           | Sormowo       | 3698       | 1950    |                |                                  | Haapsalu, Museum            |                                                   |
|      | TE-3368          | 1’E h2             | Krauss-Maffei | 16494      | 1943    | ex DRG 52 3368 |                                  | Haapsalu, Eisenbahnmuseum   |                                                   |
|      | L-1646           | 1’E h2             | Kolomna       | 9550       | 1951    |                |                                  | Haapsalu, Museum            |                                                   |
|      | A8               | C t                | Fablok        | 3153       | 1954    | ex Tkh-3153    |                                  |                             | ist mit Fabriknummer Fablok 2943/1952 beschriftet |
|      | L-2317           | 1’E h2             | Kolomna       | 10103      | 1954    |                |                                  | Tallinn, Baltischer Bahnhof |                                                   |
|      | L-3297           | 1’E h2             | Lugansk       | 15050      | 1953    |                |                                  | Tallinn, Vaike              |                                                   |
|      | L-4014           | 1’E h2             | Lugansk       |            | 1950    |                |                                  | Tallinn                     |                                                   |
|      | L-1361           | 1’E h2             | Brjansk       | 5151       | 1950    |                |                                  | Tapa, Bahnhof               |                                                   |
|      | L-5049           | 1’E h2             | Lugansk       | 15870      | 1955    |                |                                  | Türi, Bahnhof               |                                                   |
|      | Su251-64         | 1’C1’ h2           | Sormovo       | 3568       | 1949    |                |                                  | Valga                       | beschriftet als Su251-98                          |
|      | L-1386           | 1’E h2             |               |            |         |                |                                  | Valga                       |                                                   |
|      | L-1286           | 1’E h2             |               |            |         |                |                                  | Valga                       | Existenz nicht gesichert                          |

## Lokomotiven mit Spurweite 750 mm
Die Spurweite 750 mm war in Estland die gebräuchlichste Schmalspur.
| Foto | Nummer oder Name        | Bauart / Achsfolge | Hersteller | Fabrik- nr. | Baujahr | Historie | Eigentümer / Betreiber / Strecke | Standort          | Bemerkungen |
| ---- | ----------------------- | ------------------ | ---------- | ----------- | ------- | -------- | -------------------------------- | ----------------- | ----------- |
|      | КЧ-4.100                | D h2               | Škoda      | 2138        | 1919    |          |                                  | Haapsalu, Bahnhof |             |
|      | VP1-899                 | D                  | Vortinsk   | 899         | 1951    |          | Estnisches Eisenbahnmuseum       | Lavassaare        |             |
|      | КЧ-4.332                | D h2               | Škoda      | 2347        | 1950    |          | Estnisches Eisenbahnmuseum       | Lavassaare        |             |
|      | Port Kunda cement No. 5 | B n2t              | O&K        | 4843        | 1911    |          |                                  | Pärnu, Busbahnhof |             |
|      | КЧ-4.110                | D h2               | Škoda      | 2148        | 1949    |          |                                  | Türi, Bahnhof     |             |

## Lokomotiven mit Spurweite 600 mm
| Foto | Nummer oder Name | Bauart / Achsfolge | Hersteller | Fabrik- nr. | Baujahr | Historie                   | Eigentümer / Betreiber / Strecke | Standort   | Bemerkungen |
| ---- | ---------------- | ------------------ | ---------- | ----------- | ------- | -------------------------- | -------------------------------- | ---------- | ----------- |
|      | HF11017 (T1-901) | C n2               | Chrzanów   | 945         | 1941    | ex Deutsche Heeresfeldbahn | Estnisches Eisenbahnmuseum       | Lavassaare |             |